# Jennifer Russell
Jennifer Rebecca Russell, nata Embry (7 agosto 1978), è un'ex tennista statunitense.

## Carriera
In carriera ha vinto un titolo di doppio, il Gaz de France Stars nel 2004, in coppia con l'italiana Mara Santangelo. Nei tornei del Grande Slam ha ottenuto il suo miglior risultato raggiungendo i quarti di finale di doppio agli Australian Open nel 2005, sempre in coppia con la Santangelo.

## Statistiche

### Doppio

#### Vittorie (1)
| Numero | Anno           | Torneo                       | Superficie | Compagna        | Avversarie in finale                 | Punteggio |
| 1.     | 3 ottobre 2004 | Gaz de France Stars, Hasselt | Cemento    | Mara Santangelo | Nuria Llagostera Vives Marta Marrero | 6-3, 7-5  |

### Doppio

#### Finali perse (1)
| Numero | Anno           | Torneo                  | Superficie | Compagna         | Avversarie in finale           | Punteggio |
| 1.     | 12 giugno 2005 | DFS Classic, Birmingham | Erba       | Eléni Daniilídou | Daniela Hantuchová Ai Sugiyama | 2-6, 3-6  |